# 1902년형 76 mm 사단포

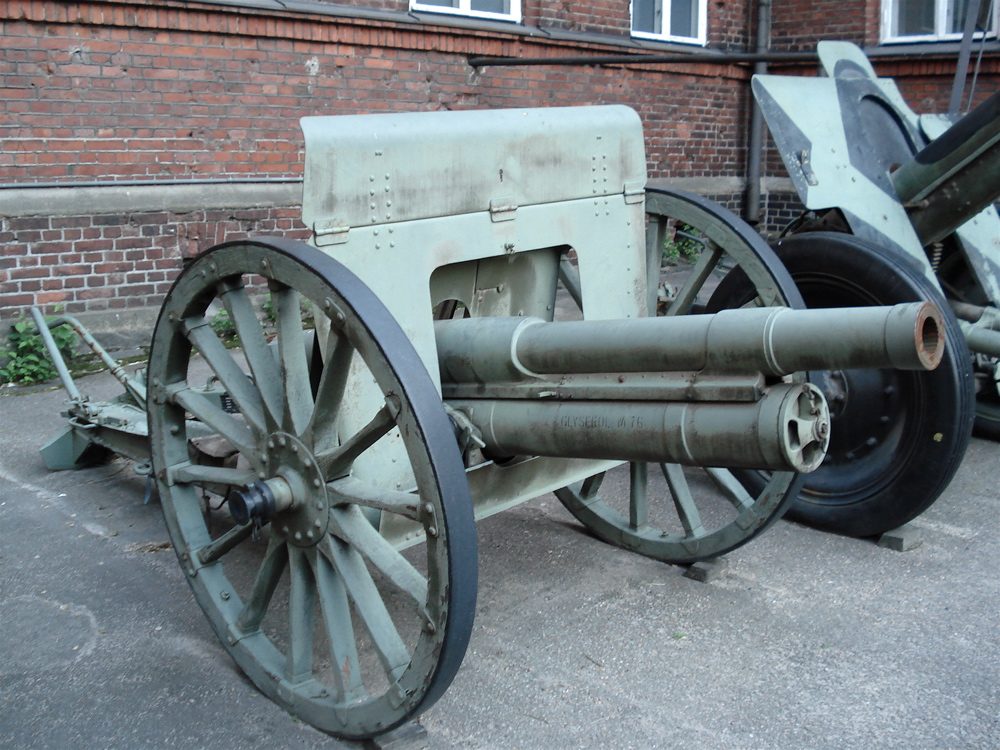
1920년 핀란드군이 사용했던 Divisional gun M1902 야포.

1902년형 76.2 mm 사단포(러시아어:  76-мм дивизионная пушка образца 1902 года)는 1903년 개발된 러시아의 야포로 러일전쟁, 제1차 세계 대전, 적백내전시기 러시아군이 사용했다. 제2차 세계 대전 시기에도 현대화된 개량형 버전으로 계속 사용하기도 했다.

## 참고 문헌
- Shunkov V. N. - The Weapons of the Red Army, Mn. Harvest, 1999 (Шунков В. Н. - Оружие Красной Армии. - Мн.: Харвест, 1999.) ISBN 985-433-469-4
- Russian Putilov 76.2mm m/02 Field Gun at Landships II
- 76 K/02 at FlamesOfWar